# Daniela Franco
 (février 2024).
Sa qualité peut être largement améliorée en utilisant un vocabulaire plus directement compréhensible.
 (février 2024).
Daniela Franco (dont le nom artistique est stylisé en minuscules :  daniela franco ) est une artiste conceptuelle franco-mexicaine d'origine syrienne qui vit et travaille à Paris. Son œuvre est interdisciplinaire et explore les intersections entre l'écriture expérimentale, la musique pop et les arts visuels à travers la création d'archives, de fictions temporaires et de la vidéo. Elle est diplômée du San Francisco Art Institute et de l’École nationale supérieure des Beaux-Arts, elle a aussi été boursière de la Fondation Fulbright. Ses projets ont reçu le soutien de la Fondation Rockefeller, du Conseil national mexicain de la culture et des arts et de la Colección Júmex,,,

## Projets
Les premiers projets artistiques de daniela franco ont été réalisés en vidéo, utilisant des images et des sons dans une démarche de construction poétique, pour leur forme, leur euphonie et leur rythme. Dans On n'attend que toi  (2003), elle a illustré le poème de Harry Mathews « Jack's Reminders to the King of Karactika » avec une série d'images de voyage et la voix off de Ian Monk. Le travail de daniela franco s'effectue souvent en s'imposant des contraintes, à la façon du groupe littéraire français Oulipo, dont les membres ont souvent collaboré aux projets de franco.
Ses dernières œuvres ont été réalisées sous la forme de projets interdisciplinaires et collaboratifs de fiction et d'archives qui remettent également en question le rôle de l'auteur. En 2010, elle a créé face B, une archive en ligne conçue pour le centre d'art contemporain La Maison rouge à Paris. Face B était une archive des pochettes de disques en vinyle sélectionnées par des acteurs de la scène culturelle française et internationale : le critique musical du New Yorker, Alex Ross ; des éditeurs de revues tels que The Wire, Vice, Les Inrockuptibles, et McSweeney's ; la créatrice de mode agnès b, UbuWeb, le label Alga Marghen; Oren Ambarchi, Clive Graham, l'Oulipo, Philip Andelman pour Colette, parmi d'autres,,,,.
En 1996, daniela franco trouve dans un marché aux puces à San Francisco plus de 600 diapositives documentant la même famille, les Sandy, qui aurait vécu au nord de la Californie entre 1940 et 1960. Ces photographies semblent avoir été prises par Mr Sandy. Les images floues, aux perspectives maladroites, contenant des visages et des corps coupés par le cadrage, auraient été considérées comme de mauvaises photos à l’époque ; aujourd’hui elles présentent une esthétique contemporaine.
Entre 2007 et 2009 elle réalise des recherches fictives pour retracer l’histoire de la famille Sandy. Une sélection d’images et de matériel trouvés sur la famille (cahiers de poèmes, script pour un documentaire, lettres d’adolescentes, conjectures déjantées, histoires de famille, objets, qui contribuent à donner du sens aux images) a été récemment publié par Editorial RM. Le livre d’artiste Sandys at Waikiki comprend des textes d'Enrique Vila-Matas, Sean Condon, André Alexis, Emmanuel Adely, Juan Villoro, Fabio Morábito, Marius Serra, ainsi que des membres de l'Oulipo comme Jacques Jouet, Frédéric Forte et Marcel Bénabou, entre autres écrivains,,,.
daniela franco écrit pour des magazines tels que Letras Libres, La Tempestad et The Believer,. Elle a traduit Roy Spivey de Miranda July et Referential de Lorrie Moore (tous deux initialement publiés par The New Yorker ) pour le magazine Letras Libres. Elle a également interviewé et traduit le poète Kenneth Goldsmith.